# Sirina Camara
Sirina Camara (* 12. April 1991 in Paris) ist ein ehemaliger französisch-malischer Fußballspieler.

## Karriere
Sirina Camara erlernte das Fußballspielen in den französischen Jugendmannschaften vom Pierrefitte FC und LB Châteauroux. Seinen ersten Vertrag unterschrieb Camara am 1. Januar 2011 beim Étoile FC. Der Étoile FC war ein professioneller Fußballverein, der von 2010 bis 2011 in der ersten singapurischen Liga, der S. League, spielte. Hauptsächlich bestand die Mannschaft aus Spielern französischer Herkunft. Für Étoile absolvierte er 29 Erstligaspiele. Die Saison 2012 stand er beim Ligakonkurrenten Young Lions unter Vertrag. Die Young Lions sind eine U23-Mannschaft, die 2002 gegründet wurde. In der Elf spielen U23-Nationalspieler und auch Perspektivspieler. Ihnen soll die Möglichkeit gegeben werden, Spielpraxis in der ersten Liga zu sammeln. 22-mal stand er für die Young Lions in der ersten Liga auf dem Spielfeld. Anfang 2013 wechselte er zum ebenfalls in der ersten Liga spielenden Home United. In seinem ersten Jahr bei Home gewann er den Singapore Cup. Im Endspiel gewann man gegen Tanjong Pagar United mit 4:1. In dem Spiel schoss er in der 13. Minute das Tor zur 1:0-Führung. 2013 und 2018 wurde er mit Home Vizemeister. Für Home absolvierte er 119 Erstligaspiele und schoss dabei neun Tore. Am 1. Januar 2019 beendete Camara dann mit 28 Jahren seine aktive Karriere.

## Erfolge
Home United
- Singapurischer Pokalsieger: 2013